# Don't Let Me Go (film)
Don't Let Me Go (conosciuto anche con il titolo The Between) è un film del 2013 diretto da Giorgio Serafini.
Realizzato originariamente nel 2013, è stato messo da parte per un anno e ri-editato da Serafini nel 2014.

## Trama
Un padre malato, che sta per sottoporsi ad un'operazione potenzialmente pericolosa, porta i figli adolescenti nel bosco per cercare di riconquistare il loro affetto e riallacciare i rapporti. I tre si imbattono però in un'avventura soprannaturale.

## Riconoscimenti
- 2014 – Madrid International Film Festival
  - Migliori effetti visivi
  - Candidato per il miglior film a Eugenio Alliata Bronner, Susan Johnston, Giorgio Serafini, Isabelle Fuhrman e Joel Courtney
  - Candidato per la miglior attrice protagonista a Isabelle Fuhrman
  - Candidato per il miglior trucco e parrucco a Anna Stachow, Jenna Kilgrow e Molly Craytor